# ウスパンテコ語
ウスパンテコ語（ウスパンテコご、Uspanteko）は、グアテマラのキチェ県ウスパンタンで話される言語である。マヤ語族の大キチェ語群に属する。UNESCOの危機に瀕する言語の分類では「脆弱」とされる。
マヤ諸語の名前で、スペイン語名で -teko/teco で終わるものは、英語では最後のoを抜く。このため日本語でウスパンテック語とも呼ばれる。
なお、ウスパンタンで話される言語にはウスパンテコ語以外にキチェ語、ポコムチ語、イシル語、ケクチ語がある。

## 声調
ウスパンテコ語は声調を持つことで知られる。マヤ語族のなかではユカテコ語が声調を持つことで有名で、ほかにもいくつか声調を持つ言語があるが、東部（キチェ・マム）語群の諸言語ではウスパンテコ語が唯一声調を持つ。
語末の長母音では降り声調（低）が現れる。ライル・キャンベルによると、マヤ祖語の *VʔC, *VhC の音節において、最後の子音が破裂音または破擦音のときに、降り声調をもつ長母音のV̀ːCに変化した。それ以外の場合は語末の長母音は高い声調を持つ。またマヤ祖語の *nh /ŋ/ の前でも降り声調が現れる。一方最後から2番目の音節の短母音でも高い声調とそうでない声調の対立が見られるが、キャンベルはこれを強勢の一種とし、未解明とする。これに対してベネットとヘンダーソンは最後から2番目のモーラが高くなるとする別な分析を行っている。
ベネットによれば以下のように分類される（降り声調をキャンベルは低声調、ベネットは高声調としていることに注意）。
| 語                         | 意味               | 分類                              |
| -------------------------- | ------------------ | --------------------------------- |
| kojachapeʼ [koχatʃaˈpeʔ]   | 私達をつかめ       | 語末短母音、声調なし              |
| xinlowisaaj [ʃinlowiˈsaːχ] | 私はそれの番をした | 語末長母音、声調なし              |
| inwúuj [inˈwúːχ]           | 私の紙             | 語末長母音、語末高声調            |
| wíxkʼeq [ˈwíʃkʲʼeqʰ]       | 私の爪             | 語末短母音、最後から2番目が高声調 |

## 関連文献
- Can Pixabaj, Telma Angelina (2006). Gramática descriptiva Uspanteka. Antigua, Guatemala: Oxlajuuj Keej Maya’ Ajtz’iib’(OKMA)（スペイン語で書かれたウスパンテコ語の文法書）